# Content-control software

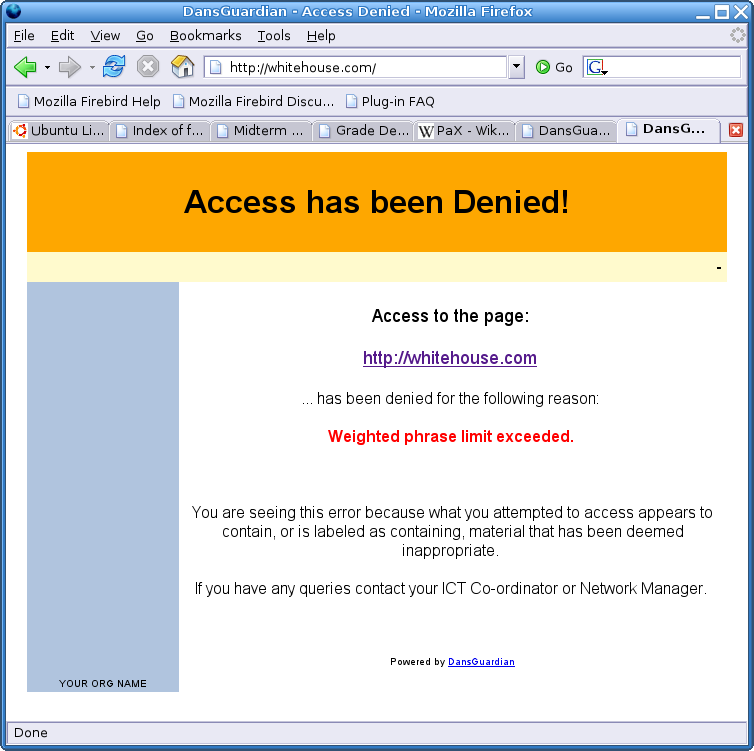
DansGuardian blocking whitehouse.com.

Un Content-control software è un programma informatico progettato per limitare o controllare i contenuti ai quali un utente è autorizzato ad accedere. Viene soprattutto utilizzato per limitare l'invio e la ricezione di materiale su Internet tramite il Web, l'e-mail, o in altro modo.
In alcuni Stati del mondo, tali software sono massiciamente utilizzati. A Cuba, se un utente di un computer in un Internet café controllato dal governo digita determinate parole, il word processor o il browser si chiude automaticamente, e viene dato un avvertimento: "Sicurezza dello stato".

## Terminologia
Il termine content-control è stato usato in alcune occasioni dalla CNN, dalla rivista Playboy, dal San Francisco Chronicle e dal New York Times. Tuttavia, sono utilizzati spesso anche altri termini, compreso ,content filtering software, secure web gateways, censorware, content security and control, web filtering software, content-censoring software e content-blocking software. Il termine Nannyware venne utilizzato sia dai media che nella commercializzazione di prodotti. Ad esempio la società di ricerca Gartner Industry utilizza un secure web gateway (SWG) per descrivere un segmento di mercato.
Le aziende realizzatrici di prodotti che bloccano selettivamente i siti Web non fanno riferimento a questi prodotti come censorware, e preferiscono termini come Internet filter  or URL Filter. Nel caso specifico di software progettati per consentire ai genitori di monitorare e limitare l'accesso dei loro figli al web, è usato anche il termine, parental control software. Alcuni prodotti memorizzano tutti i siti a cui un utente accede e li valuta in base al tipo di contenuti per poi segnalare ad un accountability partner delle scelte dell'utente, ed è quindi usato il termine accountability software. Filtri Internet, software di controllo parentale, e/o software di responsabilità, possono anche essere combinati in un unico prodotto.
Coloro che criticano tale software, tuttavia, usano liberamente il termine censorware: si consideri, ad esempio, il Progetto Censorware. L'uso di questo termine negli editoriali, al fine di criticare i responsabili di tali software, è molto diffuso ed è stato applicato in varie situazioni: la web-blogger, Xeni Jardin, ha usato il termine il 9 marzo 2006 in un editoriale del New York Times, quando si discusse l'uso di content-control software di fabbricazione americana in Cina. Nello stesso mese uno studente del liceo usò il termine per discutere la dislocazione di tale software nel suo distretto scolastico.
In generale, al di fuori delle pagine editoriali, i giornali tradizionali non usano il termine censorware nelle loro relazioni, preferendo invece utilizzare termini meno apertamente controversi, come content filter content control, o web filtering. Il New York Times e il Wall Street Journal sembrano entrambi seguire questa pratica. D'altra parte, i giornali web-based, come CNET, usano il termine in entrambi i contesti, editoriale e giornalistico, ad esempio Windows Live to Get Censorware.

## Funzionamento
Un software di controllo dei contenuti determina quali contenuti saranno disponibili, o, solitamente, quali contenuti saranno bloccati. Tali restrizioni possono essere applicate a vari livelli: a livello nazionale dal governo, da un provider di servizi Internet ai propri clienti, dal datore di lavoro al proprio personale, da una scuola ai suoi studenti, da una biblioteca ai suoi visitatori, da un genitore al computer di un bambino, e da un singolo utente al proprio computer. Spesso il motivo che spinge ad utilizzare tali software, consiste nell'impedire l'accesso a contenuti che, il proprietario o altre autorità del/dei computer, possono ritenere illegali o in grado di ridurre, nel caso di un'azienda la produttività. Quando imposto senza il consenso dell'utente, il controllo dei contenuti viene considerato una forma di censura di internet. Alcuni content-control software includono funzioni di controllo del tempo, utilizzate per consentire ai genitori di impostare la quantità di tempo che il proprio bambino può trascorrere su Internet o usate per la riproduzione di giochi o altre attività del computer.

## Tipi di filtri
I filtri possono essere installati in molti modi diversi: da un software su un personal computer, tramite l'infrastruttura di rete, come server proxy, o server DNS, o firewall che forniscono l'accesso a Internet.
Filtri basati sul software
La soluzione basata su browser. È la soluzione più leggera per realizzare il filtraggio dei contenuti, ed è implementata tramite un'estensione di terze parti del browser.
Filtri di posta elettronica
I filtri di posta elettronica agiscono sulle informazioni contenute nel corpo del messaggio, nelle intestazioni, come il mittente e l'oggetto, e sugli allegati per classificare, accettare o rifiutare i messaggi. Sono comunemente usati dei filtri di tipo statistico come i filtri Bayesiani. Sono disponibili sia filtri client che server based.
Filtri lato client
Questo tipo di filtro prevede l’installazione del software su ogni computer in cui è richiesto il filtraggio. Questo filtro in genere può essere gestito, disabilitato o disinstallato da chiunque abbia i privilegi a livello di amministratore di sistema.
Content-limited (o filtered) ISP
I Content-limited o Filtered ISP sono fornitori di servizi Internet che offrono l'accesso a solo una parte dell’insieme di contenuti Internet relativi ad un opt-in o a una base obbligatoria. Chi sottoscrive questo tipo di servizio è soggetto a restrizioni. Il tipo di filtro può essere utilizzato per implementare un controllo di tipo governativo, normativo o parentale sui clienti.
Filtraggio basato sulla rete
Questo tipo di filtro viene implementato a livello di trasporto come transparent proxy, o a livello applicativo come web proxy. Rispetto al content-control software può includere funzionalità di prevenzione della perdita di dati (Data loss prevention), per filtrare le informazioni, sia in uscita, che in entrata. Tutti gli utenti sono soggetti alla politica di accesso definita dall'istituzione. Il filtro può essere personalizzato, in modo che ad esempio, la biblioteca delle scuole superiori del distretto scolastico abbia un profilo diverso da quello di filtraggio della biblioteca della scuola media del quartiere.
Filtri dei motori di ricerca
Molti motori di ricerca, come Google e Alta Vista, offrono agli utenti la possibilità di accendere un filtro di sicurezza. Quando questo filtro di sicurezza è attivato, sono filtrati da tutti i risultati della ricerca i collegamenti non appropriati. Se gli utenti conoscono l'URL reale di un sito web che offre contenuti espliciti o di tipo adulto, hanno la possibilità di accedere a tali contenuti senza l'utilizzo di un motore di ricerca. Motori come Lycos, Yahoo e Bing offrono delle loro versioni orientate ai bambini, che permettono la visita dei soli siti web adatti a loro.

## Causa del filtraggio
Gli Internet Service Provider (ISP), che bloccano materiale, tipo, pornografia, contenuti religiosi controversi, politici, o notizie relative a determinati argomenti, sono spesso utilizzati dai genitori per vietare ai loro figli di accedere a contenuti non conformi alle loro convinzioni personali. I content-control software possono anche essere utilizzati per bloccare i malware e altri contenuti in grado di contenere materiale ostile, invadente o fastidioso tra cui, adware, spam, virus, worms, trojan horses e spyware. La maggior parte dei content-control software sono rivolti a organizzazioni o genitori. Viene tuttavia commercializzato al fine di facilitare l'auto-censura, per esempio, da parte di coloro che lottano contro la dipendenza da pornografia online, gioco d'azzardo, chat, ecc. Il software di auto-censura può essere utilizzato anche per evitare la visualizzazione di contenuti considerati immorali, inadeguati, o semplicemente di distrazione. Un certo numero di prodotti accountability software sono commercializzati come self-censorship (autocensura) or accountability software (software responsabilità). Questi sono spesso promossi dai media religiosi e alle riunioni religiose.

## Criticità

### Errori di filtraggio

#### Over-blocking
Utilizzare un filtro troppo efficiente sul filtraggio dei contenuti o che etichetta erroneamente contenuti non destinati ad essere censurati, viene considerato over-blocking o al di sopra della censura. Un over-blocking può filtrare materiale presumibilmente accettabile in base alla politica di filtraggio effettiva, ad esempio, informazioni riguardanti la salute possono essere filtrate inavvertitamente insieme ad altro materiale porno (Problema di Scunthorpe).  Gli amministratori del filtraggio possono optare per lo sbaglio, prediligendo una linea di cautela, accettando l’over-blocking per prevenire qualsiasi rischio di accesso ai siti che questi hanno determinato come indesiderati. Questo problema si è riscontrato ad esempio nel caso del blocco dell'accesso al Beaver college prima del suo cambio di nome in Arcadia University, e nel filtraggio del Horniman Museum. Tutto ciò provoca l’incoraggiamento degli utenti affinché bypassino il filtro del tutto.

#### Under-blocking
Ogni volta che vengono caricate in Internet nuove informazioni, i filtri possono rendersi under-blocking o sotto-censurare i contenuti, se le parti responsabili del mantenimento dei filtri non li aggiornano rapidamente e con precisione, e non adottano una lista nera, piuttosto che una politica di filtraggio basata sulle liste bianche.

### Moralità e opinioni
In un articolo scritto dal giornalista Spandas Lui, diversi soggetti avrebbero manifestato la propria disapprovazione nei confronti dei punti di vista del governo relativi al filtraggio su questioni morali o politiche, concordando sul fatto che questo avrebbe potuto diventare un supporto per la propaganda. Inoltre avrebbero trovato inaccettabile che un ISP, o per legge o per scelta del provider, debba essere distribuito come software, senza consentire agli utenti di disabilitare il filtraggio delle proprie connessioni. Negli Stati Uniti, è stato citato il Primo Emendamento al fine di criminalizzare la censura di Internet forzata. Senza un'adeguata supervisione governativa, i software di content-filtering potrebbero consentire alle aziende private di attivare una censura personalizzata. L’utilizzo e l’incoraggiamento governativo all'uso di software content-control è un componente della Censura di Internet. I governi dei paesi come la Repubblica Popolare Cinese e Cuba sono esempi attuali di paesi sospettati di aver dato luogo a questa attività eticamente controversa.

### Azioni legali
Nel 1998 negli Stati Uniti, il tribunale distrettuale federale della Virginia ha stabilito che l'imposizione obbligatoria di filtraggio dei contenuti presso una biblioteca pubblica, viola il Primo Emendamento della Bill of Rights degli Stati Uniti. Nel 1996 il Congresso degli Stati Uniti ha approvato il Communications Decency Act, che vieta su internet la presenza di contenuti indecenti. I gruppi per le libertà civili hanno contestato la legge sotto il Primo Emendamento e nel 1997 la Corte Suprema ha stabilito in loro favore. Una parte della discussione inerente alle libertà civili, in particolare modo quelle collegate a gruppi come la Electronic Frontier Foundation affrontava la necessità dei genitori di bloccare i siti riconoscendo che potevano utilizzare propri software di filtraggio dei contenuti, rendendo inutile il coinvolgimento del governo. Alla fine del 1990, gruppi come il Censorware Project iniziarono una riproduzione di questi software decifrando le liste nere per determinare quale tipo di siti fossero bloccati. Ciò ha condotto ad azioni legali attinenti alla violazione del contratto di licenza Cyber Patrol license agreement,, le quali hanno scoperto che tali strumenti bloccavano di routine siti ineccepibili, mentre non riuscivano a bloccare gli obiettivi previsti. Alcune società di content-control software hanno risposto sostenendo che i loro criteri di filtraggio erano anche supportati da un intenso controllo manuale. Le società oppositrici hanno sostenuto, d'altra parte, che eseguire la necessaria verifica richiederebbe risorse superiori a quelle in possesso delle società e che quindi le loro affermazioni non erano valide. La Motion Picture Association ha ottenuto con successo l'approvazione di una legge nel Regno Unito in grado di rafforzare l'uso di tali software di filtraggio da parte degli ISP, allo scopo di arginare le violazioni del copyright da parte degli abbonati.

### Censura religiosa, anti-religiosa e politica
Si è dimostrato che molti tipi di content-control software bloccano i siti in base alle inclinazioni religiose e politiche dei proprietari delle aziende che li producono. Gli esempi includono il blocco di diversi siti religiosi, compreso il sito web del Vaticano, molti siti politici e siti per gay/lesbiche. È stato dimostrato che X-Stop blocca, ad esempio, il sito Web Quaker, il National Journal of Sexual Orientation Law , la Heritage Foundation e parti di The Ethical Spectacle. CYBERsitter blocca siti come la National Organization of Women.  Nancy Willard, una ricercatrice universitaria e avvocato, ha sottolineato che molte scuole pubbliche e biblioteche degli Stati Uniti utilizzano lo stesso software di filtraggio usato da molte organizzazioni cristiane.
Si è riscontrato che Cyber Patrol, un prodotto sviluppato dalla Anti-Defamation League e The Learning Company della Mattel, blocca non solo i siti politici che ritiene essere affascinati dall’hate speech, o incitamento all’odio, ma anche i siti web sui diritti umani, come la pagina web di Amnesty International su Israele e siti web inerenti ai diritti dei gay come ad esempio glaad.org

## Etichettatura dei contenuti
L’etichettatura dei contenuti può essere considerata un'altra forma di content-control software. Nel 1994, l'Internet Content Rating Association (ICRA), ora parte della Family Online Safety Institute, ha sviluppato un sistema di classificazione dei contenuti. Utilizzando un questionario online un webmaster descrive la natura dei suoi contenuti web. Viene generato un piccolo file che contiene un computer readable digest. Tale descrizione può essere utilizzata da un content-control software per bloccare o consentire quel sito. Le etichette ICRA sono disponibili in una varietà di formati. Questi includono la, Resource Description Framework del World Wide Web Consortium (RDF), così come etichette come la, Platform for Internet Content Selection (PICS) utilizzate dai consulenti dei contenuti di Internet Explorer di Microsoft. Le etichette ICRA sono un esempio di auto-etichettatura. Allo stesso modo, nel 2006, la Association of Sites Advocating Child Protection (ASACP) ha avviato la Restricted to Adults I membri di ASACP erano preoccupati che le varie forme di legislazione proposte negli Stati Uniti producessero l'effetto di costringere le aziende "per adulti" a etichettare il loro contenuto.
L'etichetta RTA, a differenza dell’etichette ICRA, non richiede al webmaster per poterla utilizzare di compilare un questionario o registrarsi. Come ICRA, l'etichetta RTA è libera. Entrambe le etichette sono riconosciute da una vasta gamma di software di content-control. Il Voluntary Content Rating (VCR) è stato ideato dalla Solid Oak Software per il loro software di filtraggio CYBERsitter, come alternativa al sistema PICS, che alcuni critici consideravano troppo complesso. Questo sistema impiega dei meta tag HTML incorporati nei documenti web per specificare il tipo di contenuto presente nella pagina. Sono specificati solo due livelli, mature e adult, rendendo la specifica estremamente semplice.

## Utilizzo nelle biblioteche pubbliche

### Stati Uniti
L'uso di filtri Internet o dei software per il controllo dei contenuti, varia ampiamente nelle biblioteche pubbliche negli Stati Uniti, dal momento che le politiche di utilizzo di Internet sono stabilite dal consiglio locale della biblioteca. Molte di esse adottavano filtri Internet dopo che il Congresso ha condizionato l'applicazione di sconti di servizio universale per l'uso di filtri Internet attraverso il Children’s Internet Protection Act (CIPA). Altre biblioteche non installano software per il controllo dei contenuti, credendo che politiche sul giusto utilizzo e sforzi educativi risolvano la questione dell’accesso a contenuti inadeguati per i bambini, pur garantendo il diritto degli utenti adulti di accedere liberamente alle informazioni. Alcune librerie usano filtri Internet sui computer utilizzati solo da bambini. Alcune librerie che utilizzano il software per il controllo dei contenuti consentono al software di essere disattivato caso per caso, su richiesta di un bibliotecario. Le biblioteche soggette al Children’s Internet Protection Act, sono tenute a mantenere una politica che consente ad un adulto di richiedere la rimozione del filtro, senza che debba fornire il motivo di tale richiesta. Molti giuristi ritengono che un certo numero di cause legali, in particolare la Reno versus American Civil Liberties Union, hanno stabilito che l'uso dei software di content-control nelle biblioteche è una violazione del Primo Emendamento. I Children’s Internet Protection Act e il caso del giugno 2003, United States versus American Library Association hanno rilevato l'obbligo di l'installazione del CIPA, come condizione costituzionale per ricevere un finanziamento federale, affermando che i riferimenti del Primo Emendamento sono stati annullati dalla disposizione della legge che permetteva agli utenti adulti di biblioteche di richiedere la disabilitazione del software di filtraggio, senza dover spiegare le ragioni delle loro richiesta. Il pluralismo di questa decisione, tuttavia, lascia aperta per il futuro la sfida costituzione sul "come applicarla". Nel novembre 2006, è stata intentata una causa contro il distretto della North Central Regional Library nello Stato di Washington per la sua politica di rifiuto di disabilitare le restrizioni su richieste di avventori adulti, ma al Children’s Internet Protection Act non è stata contestata in questa faccenda. Nel maggio 2010, la Corte Suprema dello Stato di Washington ha fornito un parere dopo che è stato chiesto di certificare una questione sollevata dal tribunale distrettuale degli Stati Uniti per il Distretto Orientale di Washington: "Se una biblioteca pubblica, in linea con l'articolo I, § 5 della Costituzione di Washington, può filtrare l'accesso a Internet per tutti i clienti senza disabilitare siti web contenenti parole costituzionalmente protette, su richiesta di un utente adulto della biblioteca". La Corte Suprema dello Stato di Washington ha stabilito che la politica di filtraggio Internet della Nord Central Regional Library, non violava l'articolo I°, sezione 5 della Costituzione dello Stato di Washington. La Corte ha dichiarato: "Secondo il nostro parere la politica di filtraggio della Nord Central Regional Library è ragionevole e si accorda con la sua missione da un punto di vista neutrale. In questo caso ci sembra che non esista nessuna violazione del contenuto di base dell’articolo I, sezione 5. La nostra missione principale è di promuovere la lettura e l'apprendimento permanente, pertanto è ragionevole imporre restrizioni in materia di accesso a Internet, al fine di mantenere un ambiente favorevole : ossia lo studio e il pensiero contemplativo”. Il caso torna ora alla corte federale. Nel marzo 2007, la Virginia ha approvato una legge simile al Children’s Internet Protection Act che richiede fondi statali per le biblioteche pubbliche al fine di utilizzare i content-control software. Come il Children’s Internet Protection Act, la legge richiede alle librerie di disattivare i filtri su richiesta di un utente adulto della biblioteca.

### Australia
L’Australian Internet Safety Advisory Body ha disposto "consigli pratici sulla sicurezza Internet, controllo parentale e filtri per la protezione dei bambini, studenti e famiglie" che comprende anche le biblioteche pubbliche. NetAlert, il software messo a disposizione gratuitamente dal governo australiano, sarebbe stato violato, nell'agosto del 2007, da uno studente di 16 anni, un certo Tom Wood, meno di una settimana dopo il suo rilascio. Wood ha presumibilmente bypassato il filtro da $ 84.000.000 in circa mezzora evidenziando i problemi dell'approccio del governo australiano in relazione al filtraggio dei contenuti Internet. Le autorità hanno pertanto introdotto una normativa che richiede agli ISP di "limitare l'accesso ai contenuti australiani o forniti all'Australia, limitandolo per età, tra i contenuti commerciali MA15+, e i contenuti R18+". La normativa, avrebbe dovuto entrare in vigore dal 20 gennaio del 2008, è conosciuta e come Normativa Cleanfeed. Il Cleanfeed è un sistema di filtraggio dei contenuti che propone un livello ISP obbligatorio. Venne proposto da Kim Beazley, leader del partito di opposizione laburista australiano (ALP), tramite un comunicato stampa del 2006, con l'intento di proteggere i bambini vulnerabili a causa dell’analfabetismo informatico dei genitori. Venne annunciato il 31 dicembre 2007 come politica da attuare da parte del governo del primier Kevin Rudd, e, nel 2008, i primi test condotti in Tasmania hanno prodotto una relazione. Il Cleanfeed venne finanziato dal governo australiano, attraverso prove concrete effettuate nel 2008 con la collaborazione degli Internet Service Provider.
Attraverso la Electronic Frontiers Australia (EFA ) la maggioranza degli australiani si è dichiarata "fortemente contro" alla sua approvazione. Le critiche includono i costi, l’imprecisione, essendo impossibile assicurare che solo i siti illegali siano bloccati, ed il fatto che sarà obbligatorio, il che può essere visto come un'intrusione sui diritti di libertà di parola. Il filtro potrebbe inoltre fornire anche un falso senso di sicurezza ai genitori, che potrebbero allentare la sorveglianza, ottenendo l'effetto esattamente opposto.

### Danimarca
In Danimarca si definisce la politica che "eviterà che in tutta la Danimarca i bambini possano accedere dalle biblioteche a siti Internet inappropriati".  Brian Mikkelsen in un comunicato stampa del Ministero della Cultura danese, afferma : "È importante che ogni biblioteca del paese abbia la possibilità di proteggere i bambini contro materiale pornografico, nel momento in cui utilizzano computer della biblioteca. È una priorità per me, come ministro della Cultura, assicurarsi che i bambini, all'interno di una biblioteca, possano navigare in Internet in modo sicuro" .

### Regno Unito
Molte librerie nel Regno Unito come la British Library e le autorità locali delle biblioteche pubbliche applicano filtri per l'accesso a Internet. Addirittura alcune biblioteche pubbliche bloccano siti web di prestito.

## Bypassare i filtri
Nonostante tutto, il filtraggio dei contenuti può "essere interamente bypassato da individui tech-savvy". Le informazioni riguardanti l’elusione dei blocco dei contenuti "non garantiranno la possibilità che molti utenti saranno in grado di trovare un modo per aggirare il filtro." Alcuni software possono essere bypassati con successo utilizzando protocolli alternativi come FTP, telnet o HTTPS, conducendo le ricerche in una lingua diversa, utilizzando un server proxy o un bypass come Psiphon. Anche le pagine web cache restituite da Google o da altre ricerche potrebbero aggirare alcuni controlli. I servizi Web syndication possono fornire percorsi alternativi per i contenuti. Alcuni programmi, mal progettati, possono essere fermati disabilitando i loro processi: per esempio, in Microsoft Windows tramite il Task Manager di Windows, o in macOS utilizzando l’uscita forzata o Activity Monitor.  Spesso i servizi di Google sono bloccati dai filtri, ma il più delle volte questi possono essere aggirati utilizzando https:// al posto di http:// dato che i software di filtraggio dei contenuti non sono in grado di interpretare il contenuto sotto connessioni sicure (in questo caso SSL). Molti filtri hanno un’opzione che prevede la possibilità di autorizzare alcune persone a bypassare il filtro dei contenuti. Questo è particolarmente utile in ambienti in cui il computer deve essere sorvegliato e il filtro dei contenuti blocca indistintamente siti web a cui è necessario accedere. Un altro esempio per bypassare i content-control software avviene attraverso l'uso di un VPN cifrato, in particolare se è stato installato il software di monitoraggio su un gateway Internet o su un firewall. A volte, anche un software antivirus con una protezione web è in grado di arrestare il filtro per il controllo dei contenuti.

## Prodotti e servizi
Alcuni ISP offrono opzioni di controllo parentale, mentre altri offrono software di protezione. I più importanti sistemi operativi offrono anch'essi delle soluzioni di controllo parentale.
Dalla versione Mac OS X Tiger, Apple offre il controllo parentale per svariate applicazioni, quali Mail, Finder, iChat, Safari e Dictionary, semplicemente accedendo alle Preferenze di Sistema. L'ultima versione, OS X El Capitan offre anch'esso questi servizi nominandoli non più Controlli di censura come nelle versioni precedenti, ma Controlli Parentali.
Nel sistema operativo Microsoft, Windows 7, oltre ad uno strumento aggiuntivo denominato Controllo genitoriale con cui applicare restrizioni sui vari account utente, si può usufruire di Windows Live Family Safety: programma parte integrante del pacchetto Windows Live che si interfaccia direttamente con la funzionalità Controllo genitoriale. A differenza di quest'ultimo, in Windows 8 tale funzionalità Family Safety è stata direttamente integrata nel sistema operativo. Usato anche nella più recente versione, Windows 10, grazie alla possibilità di creare una Microsoft Family con più account, anche per i più piccoli, le impostazioni della famiglia verranno applicate a qualsiasi dispositivo Windows 10 a cui accedono.
Anche l'ambiente Linux offre diverse soluzioni per il controllo parentale, come per esempio, il filtraggio basato su browser attraverso le estensioni di Firefox, quello basato su DNS utilizzando il servizio gratuito OpenDNS, o attraverso un set di applicazioni gratuite, da configurare, per lavorare in modo specifico sul filtraggio dei contenuti web. Tra gli strumenti più utilizzati troviamo: DansGuardian, Privoxy, Squid, ed anche content-control software con GUI come Web Content Control, Nanny e Open DNS.
La tecnologia di filtraggio dei contenuti avviene principalmente in due forme: application gateway o packet inspection. Per l'accesso HTTP, le applicazioni gateway vengono chiamate web-proxy o semplicemente proxy. Tali web proxy possono ispezionare sia la richiesta iniziale che la pagina web restituita, utilizzando regole arbitrariamente complesse e non restituendo alcuna parte della pagina richiesta fino a quando non si è presa una decisione. I filtri che ispezionano i pacchetti inizialmente non interferiscono con la connessione al server, ma ispezionano i dati passati: ad un certo punto il filtro può decidere che la connessione debba essere filtrata e provvederà alla disconnessione lanciando un TCP - Reset o un pacchetto analogo. Le due tecniche possono essere utilizzate insieme al filtro dei pacchetti monitorando un link affinché non ha inizio la connessione HTTP ad un indirizzo IP, contenuto che necessita di filtraggio. Successivamente il filtro dei pacchetti reindirizza la connessione al web-proxy in grado di effettuare un filtraggio dettagliato sul sito, senza dover passare attraverso tutte le connessioni non filtrate. Questa combinazione è molto popolare perché può ridurre significativamente il costo del sistema. Il content-control software basato su gateway può essere più difficile da bypassare attraverso un software desktop, in quanto l'utente non ha accesso fisico al dispositivo di filtraggio. Tuttavia, molte tecniche della sezione filtri di bypass sono in corso d’opera.